# Johann Joachim Spalding
Johann Joachim Spalding, född den 1 november 1714 i Tribsees (Svenska Vorpommern), död den 25 maj 1804, var en tysk präst och författare.
Spalding blev som studerande ortodoxt utbildad, men påverkades genom privat studium av Wolffs filosofi och den engelska deistiska och supranaturalistiska litteraturen.
En tid var han sin fars hjälppräst och svensk beskickningssekreterare. Hans anseende steg. När han innehade prästerliga tjänster i Pommern 1749-64, besöktes han av bland andra Lavater 1763.
Spaldings huvudverksamhet kom att förläggas till Berlin, där han 1764 blev prost och överkonsistorialråd och där han medverkade att göra Berlin till huvudplatsen för den teologisk-religiösa upplysningen.
Spalding har ansetts som den ädlaste representanten för den övergångsform mellan ortodoxin och den fulla rationalismen (den rationala supranaturalismen), som vi enklast betecknar med namnet neologin och vilken fasthöll vid kristendomens uppenbarelsekaraktär, men blott så, att uppenbarelsen kontrollerades av förnuftet och inte fick strida mot detta.
Spaldings första korta skrift blev en av hela riktningens mest verkande: Die Bestimmung des Menschen (1748; 13:e upplagan 1794), som var en popularisering av engelsmannen Butlers tankar (Spalding översatte också Butlers berömda Analogy). Människans mål var här moral, religion och odödlighet; lycksalighet skulle eftersträvas. Alla Spaldings senare skrifter är variationer på samma tema.
Spalding blev angripen av Herder och kunde inte följa med den nya kulturella och religiösa väckelsen. Till följd av det Wöllnerska religionsediktet 1788 nedlade han sitt prästämbete, men stod kvar som överkonsistorialråd. Hans självbiografi utgavs postumt av sonen 1804.